# Foire Saint-Martin (Pontoise)
Pour les articles homonymes, voir Foire Saint-Martin.
La Foire de la Saint-Martin, plus communément appelée Foire Saint-Martin, est une foire et fête foraine, organisée à Pontoise au mois de novembre (lors de la Saint-Martin, le 11 novembre).
La Foire Saint-Martin est l'une des plus anciennes foires d'Île-de-France dont la 849e édition a eu lieu du 1er au 11 novembre 2019.

## Historique

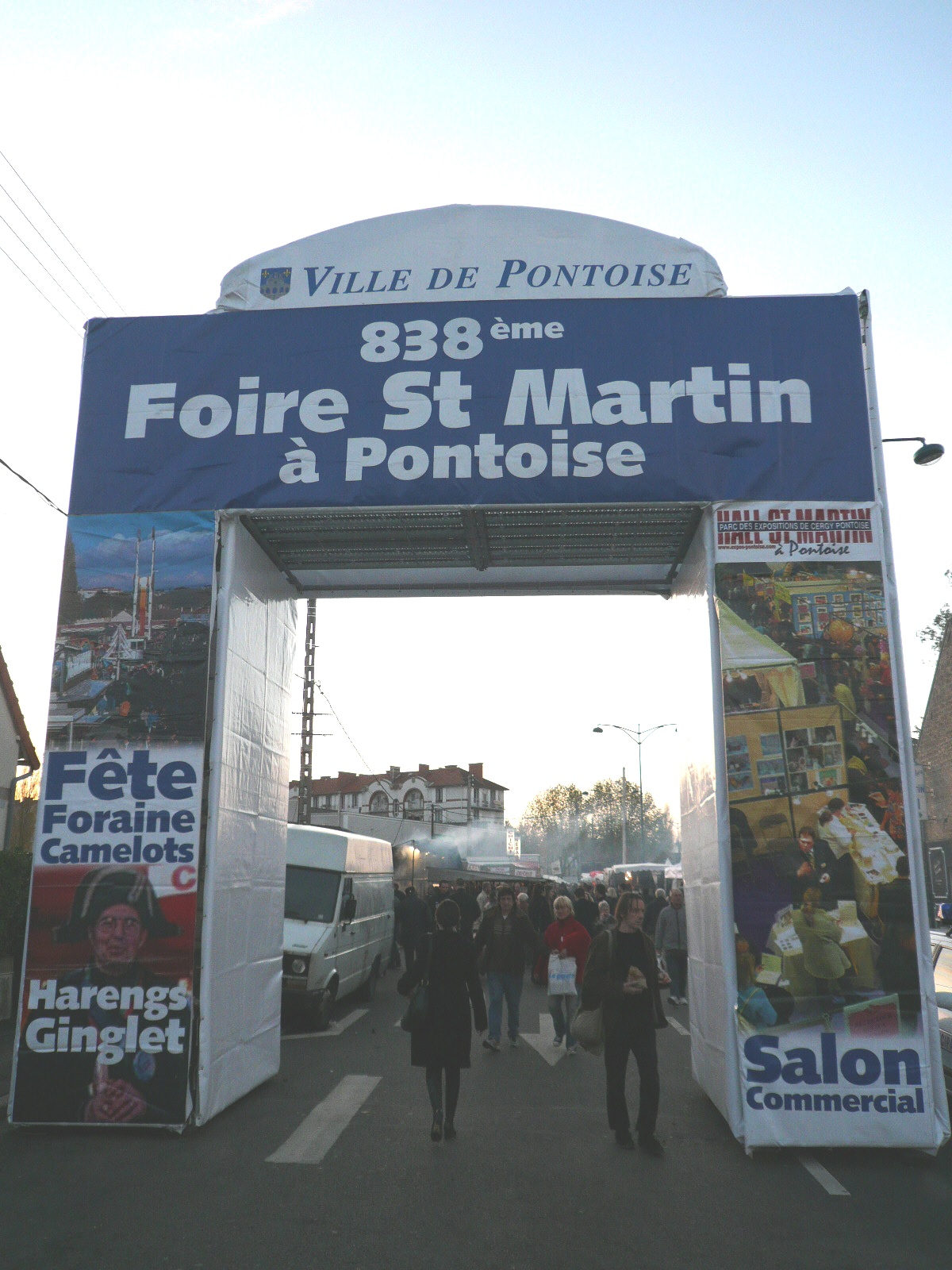
Entrée est de la foire, en 2008.

- Les diverses Grandes Invasions incitent les habitants de Pontoise à se réfugier sur le piton rocheux surplombant l'Oise plus au nord.
- Vers la fin du VIIIe siècle, le bourg de Mont-Belien, se groupait sur un plateau autour d'un petit sanctuaire dédié à saint Martin[1].
- Vers 1090, saint Gauthier, commence, sur ce plateau, la construction de l’abbaye bénédictine de Saint-Martin, qui devint rapidement prospère et célèbre.
- Le 13 février 1092, une bulle du pape Alexandre III confirmait tous les biens et privilèges de cette abbaye :
  - L'appartenance à l'abbaye du bourg de Saint-Martin (anciennement bourg de Mont-Belien).
  - la Foire de 3 jours à l'occasion de la fête de Saint-Martin en novembre
  - et que les marchands qui s'y rendront n'auront à acquitter aucun droit, ni à Pontoise ni au pont, ni nulle part ailleurs, ni en venant, ni en retournant, si ce n'est à l'abbaye.
- 13 février 1170, une bulle du pape Alexandre III confirme tous les biens et privilèges de l'abbaye Saint-Martin y compris la foire de 3 jours à l'occasion de la saint Martin. La première foire Saint-Martin voit donc le jour en cette année 1170, mais aucun document ne mentionne ce que l’on y trouvait à l’époque. On sait par contre que les marchands ne payaient ni droits d'usage, ni droits d'entrée et qu'il était interdit aux marchands de la ville ou de l'extérieur d'ouvrir boutique ou de vendre leurs marchandises en dehors de la foire durant ses 3 jours. La particularité de ce rendez-vous annuel était la foire aux bestiaux, animaux de traits ou de basse-cour. Mais on y trouvait également des drapions, tanneurs, merciers, orfèvres, quincailliers, vanniers, vendeurs de châtaignes... mais également jongleurs, bonimenteurs et autres...
- En 1627, on y vend des bêtes mais aussi des fruits, des légumes, des pains, de la charcuterie, des chapeaux, des galoches, des matelas, des couvertures, des tapis, des cuirs, des chaudrons, des clous… On y trouve donc de tout et on y vient surtout pour satisfaire les besoins domestiques et agricoles.
- Dans la première partie du XIXe siècle, la foire Saint-Martin devient la foire la plus importante de toutes celles qui se tiennent dans les environs de Paris.
- En 1858 un nombre impressionnant de marchands démontre l’envergure de la foire Saint-Martin.
- En 1863, avec l’arrivée du train à Pontoise, la fréquentation augmente de façon exponentielle. La foire voit son nombre de visiteurs décuplé.
- En 1899[2] un instituteur décrit la foire Saint-Martin comme suit :

La foire populaire… la véritable foire de Pontoise, c’est celle de la Saint-Martin, qui dure trois jours… Les bestiaux de toutes sortes… (vaches, porcs, chevaux…), les forains, les charlatans, les marchands, les brocanteurs, les camelots de toutes espèces semblent s’être donnés rendez vous…
plus de 30 000 personnes y circulent péniblement au milieu d’un bruit assourdissant :
c’est un spectacle extraordinaire, qu’il faut avoir vu pour s’en rendre compte.
- Au lendemain de 1918, si la vente de cochons et de couvertures est toujours active, toute distraction est interdite et une chape de silence pèse sur la Foire
- Le recueillement assoupli, la foire Saint-Martin vit une véritable renaissance. Peu à peu les bestiaux disparaissent et la foire-exposition se développe. Les camelots et fête foraine apparaissent tout comme la dégustation du hareng et du ginglet.
- 2000 : la foire Saint-Martin fête son 830e anniversaire
- 2007 : 440 marchands et forains ont accueilli près de 300 000 visiteurs.
- 2015 : À cause des attentats sanglants qui ont frappé Paris le 13 novembre et aussi à cause de l'interdiction de manifester jusqu'au 19 novembre, la foire Saint-Martin de Pontoise s'est terminée le 15 novembre alors qu'elle devait se terminer le 18 novembre.
- 2020 : Face à la pandémie de Covid-19 et à la situation sanitaire qui se dégrade dans le Val-d’Oise, la ville de Pontoise - en accord avec la Préfecture du département - a décidé d'annuler l'édition 2020 de la Foire Saint-Martin[3].

## La Foire en 1858
Selon les archives datant de 1858, on trouve un nombre impressionnant de marchands, qui démontre l’envergure de la foire Saint-Martin à cette époque :
- 120 marchands de chevaux
- 150 marchands de vaches
- 30 marchands d’ânes
- 1 430 marchands de porcs
- 79 marchands de châtaignes
- 45 marchands de harengs
- 9 marchands de vin
- 24 marchands de pain
- 12 marchands de pain d’épice
- 44 bonnetiers
- 22 cordonniers
- 60 chiffonniers et marchands d’habits
- 34 marchands de toile
- 12 marchands de filasse
- 23 marchands de casquettes
- 17 marchands de sabots
- 6 marchands de parapluie

On y trouve également un certain nombre de
- marchands de porcelaine
- marchands de rouets
- marchands d’eau de Cologne
- des bijoutiers
- Etc.

Il y a également des attractions, qui y prennent une place importante, et qui animent la foire :
- 8 saltimbanques
- 2 chanteurs
- 1 marchand de chansons
- 2 marchands de livres
- 10 marchands d’almanachs
- 1 manège de chevaux de bois

## Les traditions de la foire Saint-Martin

### Le ginglet
Le ginglet est un vin récolté sur les coteaux de Pontoise et de ses environs.
En 1170, les moines avaient l'autorisation durant la Foire d'ouvrir dans la ville des tavernes et des dépôts de vin pour écouler la production de ginglet.
Aujourd'hui ce petit vin pays est toujours vendu sur la foire et les bénéfices de cette vente permettent à la commune libre Saint Martin d'offrir un colis pour Noël aux personnes âgées.
En 2006, 2 000 litres de vins ont été consommés sur la foire.

### Les harengs
Vers 1160, en vertu d’un legs de Jean, comte d'Eu (Jean I, de la maison de Normandie), le monastère se mit à percevoir, chaque année, 5 000 harengs à prendre au Tréport.
Les moines étant peu nombreux, on suppose qu’ils les revendaient aux Pontoisiens.
Une légende veut que les harengs venus de Boulogne ont dû être grillés à Pontoise car leur état de fraîcheur ne permettait pas de poursuivre la route de Paris.

Ces harengs grillés sont, et doivent être, consommés avec « le seul secours des doigts ».
En 2014, les organisateurs estimaient qu'une tonne et demie de harengs seraient vendus pendant la foire.